# Monodelphis emiliae
Monodelphis emiliae (Portugees: Cuíca-de-rabo-curto) is een zoogdier uit de familie van de opossums (Didelphidae). De wetenschappelijke naam van de soort werd voor het eerst geldig gepubliceerd door Thomas in 1912.

## Voorkomen
De soort komt voor in het Amazonegebied van Peru, Brazilië, en noordelijk Bolivia.